# Olsbo
Olsbo är en by i Arby socken i Kalmar kommun. 
I Olsbo låg Halltorps möbeltillverkning som främst producerade skolmöbler och hyllor.